# شانتوش
شانتوش (به مجاری:  Sántos) یک منطقهٔ مسکونی در مجارستان است که در ناحیه کاپوشوار واقع شده‌است. شانتوش ۱۱٫۳۸ کیلومتر مربع مساحت و ۵۲۱ نفر جمعیت دارد.